# Salacia micrantha
Salacia micrantha là một loài thực vật có hoa trong họ Dây gối. Loài này được (Mart. ex Schult.) G. Don miêu tả khoa học đầu tiên năm 1831.